# ليف ستين
ليف ستين (بالنرويجية البوكمول: Liv Steen)‏ هي ممثلة نرويجية، ولدت في 8 ديسمبر 1956.

## وصلات خارجية
- ليف ستين على موقع IMDb (الإنجليزية)